# 대지 (소설)
대지(The Good Earth)는 중국에서 어린시절을 보낸 미국 작가 펄 S. 벅이 1931년에 발표한 대표작으로, 왕룽과 그의 자손들을 주인공으로 한 책이다. 1932년 소설 부문으로 퓰리처상을 수상했으며, 1938년 펄 벅은 이 작품으로 노벨 문학상을 수상하였다. 총 3부작으로 되어있다. 《아들들》 (1933년), 《분열한 집》 (1933년)과 함께 3부작 《대지의 집》을 구성하며, 중국의 문화와 종교를 그림그리듯이 묘사하는 작가의 섬세함이 잘 드러나는 작품이다. 《대지》속 왕룽의 딸로 그려진 인물은 정신지체가 있던 작가 펄 벅 자신의 큰딸이기도 하다.

## 줄거리

### 1부
신해혁명이 임박한 청나라 시골의 빈농인 왕룽은 마을 부자 황부자댁의 하녀인 오란과 결혼한다. 오란은 시아버지를 잘 공경하는 효부요, 살림을 잘하는 가정주부였다. 왕룽은 오란을 아내로 맞고 나서부터 연이은 풍년을 맞고 모은 돈으로 황부자댁의 기름진 땅을 산다. 그러나 마을에 기근이 들면서 온 가족이 모두 도시로 이주한다. 가장으로서의 가족부양책임이 있는 왕룽은 인력거 운전을 하고, 오란도 두 아들과 함께 동냥을 한다. 혼란스러운 정치로 부자들이 재산을 숨기고 피난가는 일이 생기자, 아내는 그들이 숨긴 재산을 찾아내고, 덕분에 왕룽은 고향에 돌아온다.
마침 황부자는 아편 중독 때문에 알거지가 되었기 때문에 농사에 필요한 땅을 살 수 있었고, 나중에는 오랜 친구 칭의 땅을 사는 대신 그를 일꾼들을 감독하는 관리인으로 데리고 쓸만큼 그의 재산은 늘어난다.
부자가 된 왕룽은 아이들을 학교에 보내고, 마을이 흉년이었을 때 영양부족으로 백치가 된 딸도 편안한 환경에서 자랄 수 있었지만, 오란은 여전히 남편의 무관심 속에서 살림만 할 뿐이었다. 급기야는 첩 렌화를 들이기까지 하자, 이에 화병이 난 오란은 큰 아들의 결혼식이 끝난 지 얼마 후 조용히 눈을 감는다....
세월이 흘러서 노인이 된 왕룽은 장성한 아들들에게 땅을 팔지 말 것을 부탁하지만, 약아빠진 아들들은 말로만 순종하는 척 한다. 손자들도 할아버지가 혁명(신해혁명)으로 바뀐 세상의 흐름을 모른다면서 무시한다. 그 아들들은 각각 장남 왕일, 차남 왕이, 막내 왕호(왕삼)이다.

## 같이 보기
- 펄 벅